# Corregimiento de Quillota
La provincia de Quillota o corregimiento de Quillota era una división territorial del Imperio español dentro de la Capitanía General de Chile. 
Fue creada debido a la fundación de la Villa de San Martín de La Concha (1717). Estaba a cargo de un corregidor.
En 1786, se convierte en Partido de Quillota.